# StudioGOONEYS
株式会社StudioGOONEYS（スタジオグーニーズ、英: StudioGOONEYS, Inc.）は、テレビアニメ・テレビゲーム・スマートフォンゲーム・実写映画・テレビCMなどで活用される3DCG映像の制作を主な事業とする日本の映像制作会社。

## 概要
2012年、斎藤瑞季を中心として、数名のフリーランスクリエイターとともに設立。
主な作品は、TVアニメ「SHOW BY ROCK!!」（2015年）、「SHOW BY ROCK!!#」（2016年）、スマートフォンゲーム「ORDINAL STRATA -オーディナル ストラータ」（2018年）、ネット配信アニメ「モンスターストライク ノア 方舟の救世主編」（2019年）など。

## 特徴
「SHOW BY ROCK!!」「ORDINAL STRATA -オーディナル ストラータ」で見られるフュギュアが動いているような3DCG制作が特徴として見られるが、近年では、「モンスターストライク ノア 方舟の救世主編」のようなセルルックの作品も制作している。アニメーションに特に定評がある。
また、CG映像制作において、様々な新たな取り組みを行っている。
- 3DCG制作の作業効率を向上させるパイプラインを自社開発[2]
- 商業作品で使用した3DCGモデルデータを無料配布[3]
- 3DCGアニメーション制作においてアクション俳優が演じるアクションVコンテを導入[4]

## 作品
太字は制作元請作品。それ以外の作品においては、CG関連の制作協力作品。

### ゲーム
- 疾走、ヤンキー魂。（2014年・OP制作）
- ワールドクロスサーガ -時と少女と鏡の扉-（2016年）
- Caravan Stories（2017年）
- ボーイフレンド（仮）（2017年）
- うたわれるもの 散りゆく者への子守唄（2018年）
- ORDINAL STRATA -オーディナル ストラータ（2018年）
- SHAMAN KING ふんばりクロニクル（2021年）

### テレビ
- アイドル×戦士 ミラクルちゅーんず！（2017年）
- 魔法×戦士 マジマジョピュアーズ！（2018年）
- ひみつ×戦士 ファントミラージュ！（2019年）
- 薄桜鬼(テレビドラマ)（2022年）

### テレビアニメ
- ダンボール戦機W（2012年）
- ラブライブ！（2014年）
- SHOW BY ROCK!!シリーズ
  - SHOW BY ROCK!!（2015年）
  - SHOW BY ROCK!!#（2016年）
- 龍の歯医者（2017年）

### Webアニメ
- モンスターストライク ノア 方舟の救世主（2019年）
- モンスターストライク 最終章 エンド・オブ・ザ・ワールド（2019年）
- 「MAN WITH A MISSION THE ANIMATION -伝説のライブを開催セヨ-」（2020年）
- POKÉTOON「プリンのうた」（2021年）

### テレビCM
- 東京ガス エネファーム「電気ウナギイヌ・掃除機篇」（2013年）
- 東京ガス エネファーム「節電気ウナギイヌ篇」（2014年）
- 東京ガス エネファーム「電気ウナギイヌ・飼っていい？篇」CM（2015年）

### 映画
- KINGSGLAIVE FINAL FANTASY XV（2016年）
- 土竜の唄（2016年）
- 空海-KU-KAI- 美しき王妃の謎（2018年）
- BRIDGE -My Little Friends-（2024年〈2023年度若手アニメーター育成プロジェクト「あにめのたね2024」参加作品[5]〉）
- アズワン/AS ONE（2025年）※共同制作：Honoo

### MV・PV
- ALEXXX「Island Boy feat. 平井大」（2014年）
- きゃりーぱみゅぱみゅ 12thシングル「最&高」（2016年）
- Millennium parade「Fly with me」（2020年）

### その他
- GODZILLA VR（2015年）
- Gatebox 「Living with」初音ミク（2018年）